# Departamento de Bulnes
El Departamento de Bulnes es una antigua división territorial de Chile, que pertenecía a la Provincia de Ñuble. La cabecera del departamento fue Bulnes. Fue creado a partir de la división del Departamento de Chillán. 

## Límites
El Departamento de Bulnes limitaba:
- al norte con el Departamento de Chillán.
- al oeste con el Departamento de Puchacay, desde 1928 con el Departamento de Concepción
- al sur con el Departamento de Rere, y desde 1928 con el Departamento de Yumbel.
- Al este con el Departamento de Yungay

## Administración
La administración estuvo en Bulnes, en donde se encontraba la Gobernación Departamental. Para la administración local del departamento se encuentra, además, la Ilustre Municipalidad de Bulnes.
El 22 de diciembre de 1891, se crea la Municipalidad de San Ignacio, con sede en San Ignacio, administrando las subdelegaciones 4a San Javier, 5a San Miguel y 6a San Ignacio, del departamento con los límites que les asigna los decretos del 21 de octubre de 1884, 20 de noviembre de 1885 y 30 de noviembre de 1889 

Las subdelegaciones 1a Bulnes, 2a Santa Clara, 3a Agua Buena y 7a Coltón del departamento con los límites que les asigna los decretos del 21 de octubre de 1884, 20 de noviembre de 1885 y 30 de noviembre de 1889 son administradas por la Ilustre Municipalidad de Búlnes

## Subdelegaciones
De acuerdo a los decretos del 21 de octubre de 1884, 20 de noviembre de 1885 y 30 de noviembre de 1889, las siguientes son las subdelegaciones:
- 1a Búlnes
- 2a Santa Clara
- 3a Agua Buena
- 4a San Javier
- 5a San Miguel
- 6a San Ignacio
- 7a Coltón

## Comunas y subdelegaciones (1927)
De acuerdo al DFL 8583 en el departamento se crean las siguientes comunas y subdelegaciones:
- Bulnes, que comprende las antiguas subdelegaciones 1.a Bulnes, 2.a Santa Clara, 3.a Agua Buena y 7.a Colton.
- San Ignacio, que comprende las antiguas subdelegaciones 4.a San Javier, 5.a San Miguel y 6.a San Ignacio.
- Quillón, que comprende las antiguas subdelegaciones 2.a Quillón y 3.a Cerro Negro, del antiguo departamento de Puchacay.